# Bab Abdoullah
 (février 2016).
Bab Abdoullah ou Bab Abdallah (باب عبد الله, ce qui signifie Porte d'Abdoullah) est un village de l'ouest de la Syrie, dans le gouvernorat de Lattaquié, qui dépend du district de Al-Haffah. Selon le recensement de 2004, sa population était alors de 400 habitants environ.